# Belgern-Schildau
Belgern-Schildau − miasto w Niemczech, w kraju związkowym Saksonia, w powiecie Nordsachsen.
Powstało 1 stycznia 2013 z połączenia dwóch miast: Belgern oraz Schildau.

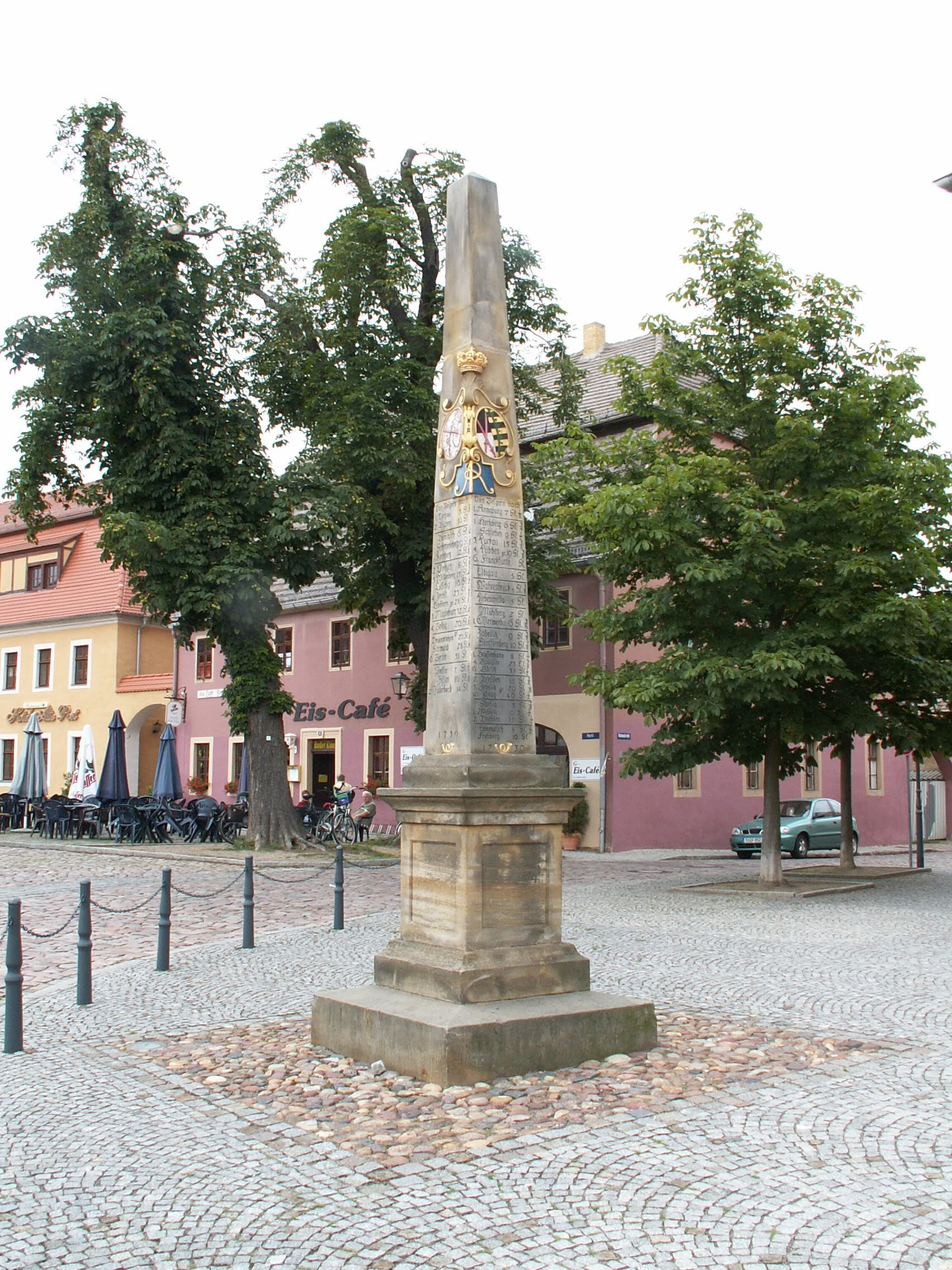
Słup dystansowy poczty polsko-saskiej z 1730 roku w Belgern

W latach 1697–1706 i 1709–1763 miejscowości Belgern i Schildau wraz z Elektoratem Saksonii były połączone unią z Polską, a w latach 1807–1815 wraz z Królestwem Saksonii unią z Księstwem Warszawskim. Za panowania króla Augusta II Mocnego na Rynku w Belgern stanął pocztowy słup dystansowy z herbami Polski i Saksonii.